# Nicolò Rode
Nicolò „Nico“ Rode (* 1. Januar 1912 in Klein-Lötzing, Österreich-Ungarn; † 4. Mai 1998 in Verona) war ein italienischer Regattasegler.

## Biografie
Zusammen mit Agostino Straulino nahm er an den Olympischen Sommerspielen 1948 in London teil. Bei der Regatta mit dem Star in Torquay wurde das Duo Fünfter. Vier Jahre später bei den Spielen in Helsinki wurden die beiden Italiener Olympiasieger. Zwar konnten sie bei den nächsten Olympischen Spielen in Melbourne ihren Titel nicht verteidigen, holten aber mit Silber erneut eine Medaille. Dreimal gewannen Rode und Straulino Gold bei Weltmeisterschaften.